# Степановская, Дарья Владимировна
Дарья Владимировна Степановская (до 2009 — Голуб; род. 8 октября 1986 года, Ванино, Хабаровский край, РСФСР, СССР) — украинская волейболистка, член национальной сборной с 2012 года. 6-кратная чемпионка Украины (2011, 2012, 2013, 2017, 2013, 2018, 2019). Обладательница Кубка (2017, 2018, 2019, 2020) и Суперкубка (2016, 2017, 2018, 2019) Украины. Доигровщица. Мастер спорта Украины (2011).

## Биография
Начала заниматься волейболом в Южном. Первый тренер — Евгений Николаев. В южненском «Химике» играет с 2001 года (с момента основания клуба), с перерывами (2013/14 и 2014/15). Именем Степановской (Голуб) названы символические клубы гвардейцев «Химика»..
В составе национальной сборной дебютировала в сентябре 2012 года в матче отборочного турнира чемпионата Европы со сборной Греции, став таким образом второй волейболисткой в истории «Химика» вслед за Надеждой Кодолой, принявшей участие в официальном матче сборной страны.

## Достижения

### Со сборными
- участница отборочного турнира чемпионата Европы 2013.

### С клубом
- Четвертьфиналист Кубка вызова 2013 («Химик» Южный).
- 6-кратная чемпионка Украины — 2011, 2012, 2013, 2017, 2018, 2019 («Химик» Южный).
- 4-кратная обладательница Кубка Украины — 2017, 2018, 2019, 2020 («Химик» Южный).
  - 2-кратный серебряный призёр Кубка Украины — 2011, 2012 («Химик» Южный).
  - Бронзовый призёр Кубка Украины — 2013 («Химик» Южный).
- 3-кратная обладательница Суперкубка Украины — 2016, 2017, 2018 («Химик» Южный).
- Победительница первенства Украины среди команд высшей лиги — 2009 («Химик» Южный).
- Победительница первенства Украины среди команд первой лиги — 2003, 2005 («Химик» Южный).
  - Бронзовый призёр первенства Украины среди команд первой лиги — 2002 («Химик» Южный).

## Статистика выступлений
| Клуб             | Сезон            | Чемпионат | Кубок   | Суперкубок | Еврокубок | Всего    |
| ---------------- | ---------------- | --------- | ------- | ---------- | --------- | -------- |
| «Химик» Южный    | 2001/02          | 16 (13)   | -       | -          | -         | 16 (13)  |
| «Химик» Южный    | 2002/03          | 12 (8)    | -       | -          | -         | 12 (8)   |
| «Химик» Южный    | 2003/04          | 31 (28)   | 3 (3)   | -          | -         | 34 (31)  |
| «Химик» Южный    | 2004/05          | 18 (18)   | -       | -          | -         | 18 (18)  |
| «Химик» Южный    | 2005/06          | 40 (32)   | -       | -          | -         | 40 (32)  |
| «Химик» Южный    | 2006/07          | 39 (39)   | 6 (6)   | -          | -         | 45 (45)  |
| «Химик» Южный    | 2007/08          | 34 (32)   | 3(3)    | -          | -         | 37 (35)  |
| «Химик» Южный    | 2008/09          | 32 (32)   | 3 (3)   | -          | -         | 35 (35)  |
| «Химик» Южный    | 2009/10          | 36 (35)   | 3 (2)   | -          | -         | 39 (37)  |
| «Химик» Южный    | 2010/11          | 33 (30)   | 8 (6)   | -          | 5 (4)     | 47 (40)  |
| «Химик» Южный    | 2011/12          | 30 (19)   | 7 (5)   | -          | 6 (5)     | 43 (29)  |
| «Химик» Южный    | 2012/13          | 32 (15)   | 5 (5)   | -          | 8 (7)     | 45 (27)  |
| «Химик» Южный    | 2014/15          | 4 (0)     | -       | -          | -         | 4 (0)    |
| «Химик» Южный    | 2016/17          | 27 (0)    | -       | 1 (0)      | 2 (0)     | 30 (0)   |
| Всего за карьеру | Всего за карьеру | 384(300)  | 38 (33) | 1(0)       | 19 (16)   | 444(349) |

- В скобах указано количество игр в стартовом составе.